# Dubai (stad)
Dubai (ook wel Doebai) (Arabisch: دبي; in het Arabisch uitgesproken als Doe-bei-i) is een stad in de Verenigde Arabische Emiraten (VAE) en de hoofdstad van het gelijknamige emiraat. De stad telt 3,6 miljoen inwoners. De agglomeratie Groot-Dubai heeft 5,7 miljoen inwoners.
Gelegen in het oostelijke deel van het Arabische schiereiland aan de kust van de Perzische Golf, wil Dubai het zakelijke centrum van West-Azië zijn. Het is ook een belangrijk wereldwijd knooppunt voor passagiers en vracht. De olie-inkomsten zorgden voor de enorme ontwikkeling van de stad, die al een belangrijk centrum van handel was. Tegenwoordig is slechts minder dan 5% van de inkomsten van het emiraat afkomstig van olie. Dubai is een centrum voor regionale en internationale handel sinds het begin van de 21ste eeuw en de economie van Dubai steunt op inkomsten uit handel, toerisme, luchtvaart, onroerend goed en financiële diensten.

## Geschiedenis
Van de vroegste geschiedenis van Dubai is niet veel bewaard gebleven, op enkele sporen van bewoning rond 2000 v. Chr. na in de stadsdelen Jumeirah en Al-Qusais. Uit documenten uit de 4e eeuw blijkt dat de Grieken en de Germanen aanwezig zijn geweest in de regio. De traditionele activiteiten waren vee houden, planten kweken en vissen. Maar men ging ook handelen; de strategische ligging zorgde ervoor dat Dubai in de oudheid reeds een belangrijke handelspost was tussen de landen aan de Perzische Golf en het Indisch Subcontinent.

### Buitenlandse overheersing
Dankzij die gunstige ligging kon Dubai vanaf de 16e eeuw een belangrijke rol spelen op de handelsroute van Europa naar India. Dubai werd het middelpunt van de strijd tussen plaatselijke machten en Europese imperialisten. Zowel de Perzen, de Portugezen, Hollanders en Britten hebben korte of langere tijd (delen van) het huidige emiraat bezet. In 1622 werden de Portugezen, die meerdere handelsposten in de stad hadden, verdreven. In de 18e eeuw probeerden ze de macht in de regio terug te krijgen, maar het waren de Britten die er in 1766 in slaagden de heerschappij over de handelsroutes in het gebied te verwerven. Pas in 1971 was er weer sprake van echte onafhankelijkheid en werden de Verenigde Arabische Emiraten gecreëerd, met voor elk van de zeven emiraten (waaronder Dubai) een bepaalde mate van autonomie.
Het oudste gebouw in Dubai, het Al Fahidi Fort, stamt uit 1787 en was de residentie van de heersers van Dubai. Het was ook lange tijd een gevangenis en is sinds 1972 een museum, dat een overzicht geeft van de geschiedenis van het emiraat.

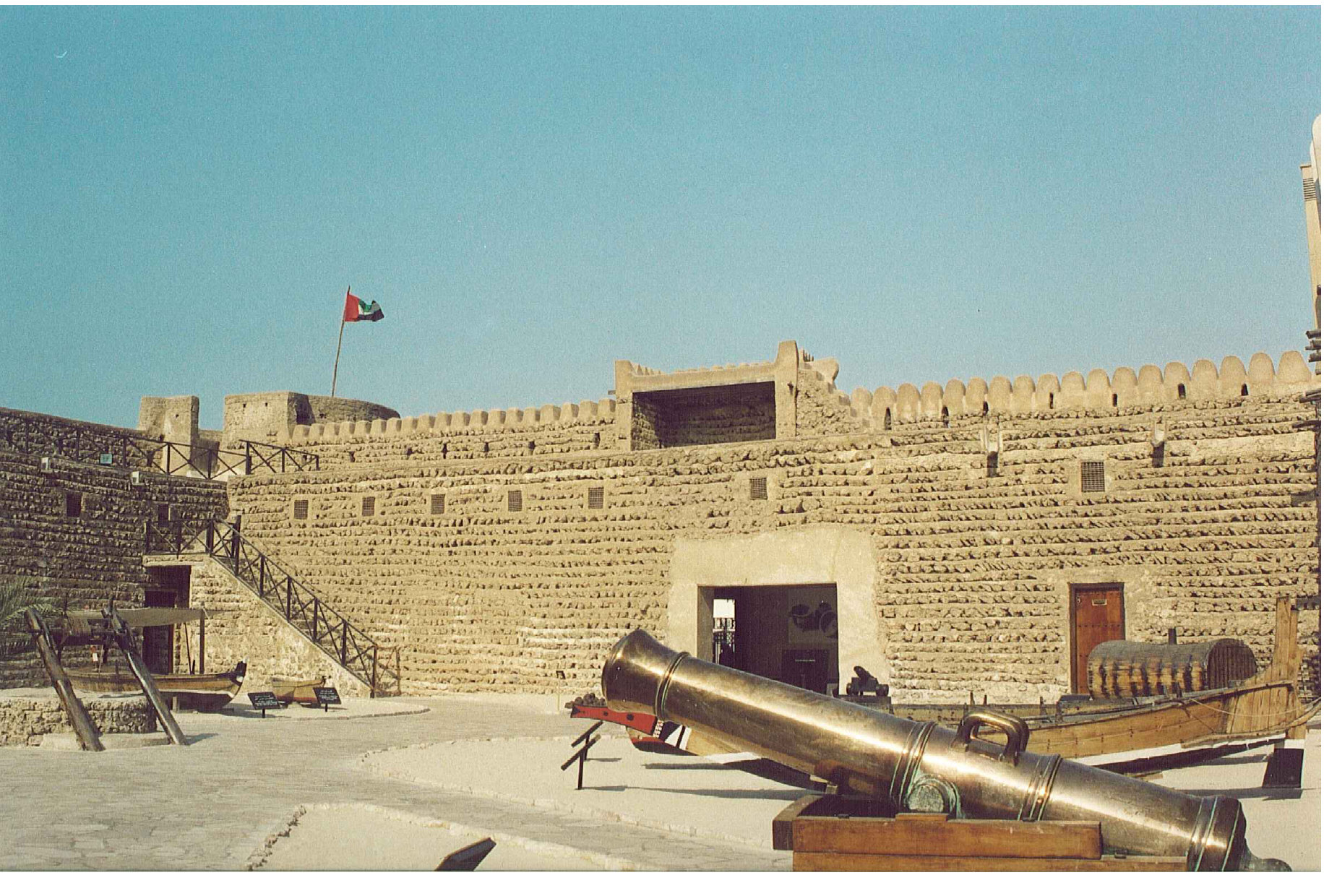
Het Al Fahidi Fort

### Ontwikkeling tot handelsstad
Omstreeks 1830 werd Dubai ingenomen door de Bani Yasstam uit de Liwa-oase onder leiding van de familie Al Maktoum, die nog steeds heerst in het emiraat. Zij zagen de potentie van de strategische ligging van het Arabische schiereiland in combinatie met de mogelijkheden van de kreek Khor Dubai als natuurlijke haven. Zij ontwikkelden het gebied rondom de kreek verder tot een bloeiende havenplaats door er te vissen met zelfgemaakte vissersboten, er parels op te duiken en handel te drijven waarvoor typische Arabische schepen, dhows, gebruikt werden. Aan de oostelijke kant van de Dubai Creek (zoals de Khor Dubai ook wel genoemd wordt) ontwikkelde zich het stadsdeel Deira en aan de westelijke kant van het water het stadsdeel Bur Dubai.

Al Bastakiya in het stadsdeel Bur Dubai

De 19e eeuw bracht behalve groei ook rampspoed. In 1841 brak er een pokkenepidemie uit in Bur Dubai, waardoor bewoners gedwongen werden om naar het oosten te verhuizen naar Deira. In 1896 brak er brand uit in Dubai, een rampzalige gebeurtenis in een stad waar nog veel huizen werden gebouwd met palmbladeren. De brand verwoestte de helft van de huizen van Bur Dubai, terwijl de wijk Deira volledig zou zijn verwoest. Het jaar daarop braken meer branden uit. Een slavin werd betrapt op brandstichting en werd vervolgens ter dood gebracht.
In 1901 schonk toenmalig leider Ibn Hasher Al Maktoum belastingvrijheid aan alle buitenlandse handelaren, waardoor Dubai een belangrijkste internationale transithaven aan de Golf kon worden. In de eerste jaren van de 20e eeuw ontwikkelde de haven zich tot een belangrijk commercieel centrum in de regio. Ruim 350 handelaren openden een winkel in de plaatselijke soek in het stadsdeel Deira aan de noordoever van de kreek. In de jaren vijftig van de 20e eeuw liet Sheikh Rasjid bin Said Al Maktoem de kreek uitbaggeren zodat deze beter toegankelijk werd voor grotere schepen.
Inkomsten uit handelsactiviteiten werden gebruikt om de infrastructuur van de stad te ontwikkelen. Particuliere bedrijven werden opgericht om deze infrastructuur te bouwen en te exploiteren. Een eerste luchthaven (een landingsbaan gebouwd op zoutvlakten) werd in Dubai in de jaren vijftig opgericht en in 1959 werd het eerste hotel van het emiraat, het Airlines Hotel, gebouwd. Dit werd gevolgd door de Ambassador en Carlton Hotels in 1968. Het waterbedrijf bouwde een pijpleiding uit putten in Awir en een reeks opslagtanks en in 1968 beschikte Dubai over een betrouwbare toevoer van leidingwater.
Sheikh Rashid gaf John Harris van Halcrow, een Brits architectenbureau, de opdracht om het eerste masterplan van de stad te maken in 1959. Harris stelde zich een Dubai voor dat zou uitbouwen vanuit het historische centrum rondom de Dubai Creek, met een uitgebreid wegennet en een modern stadscentrum.

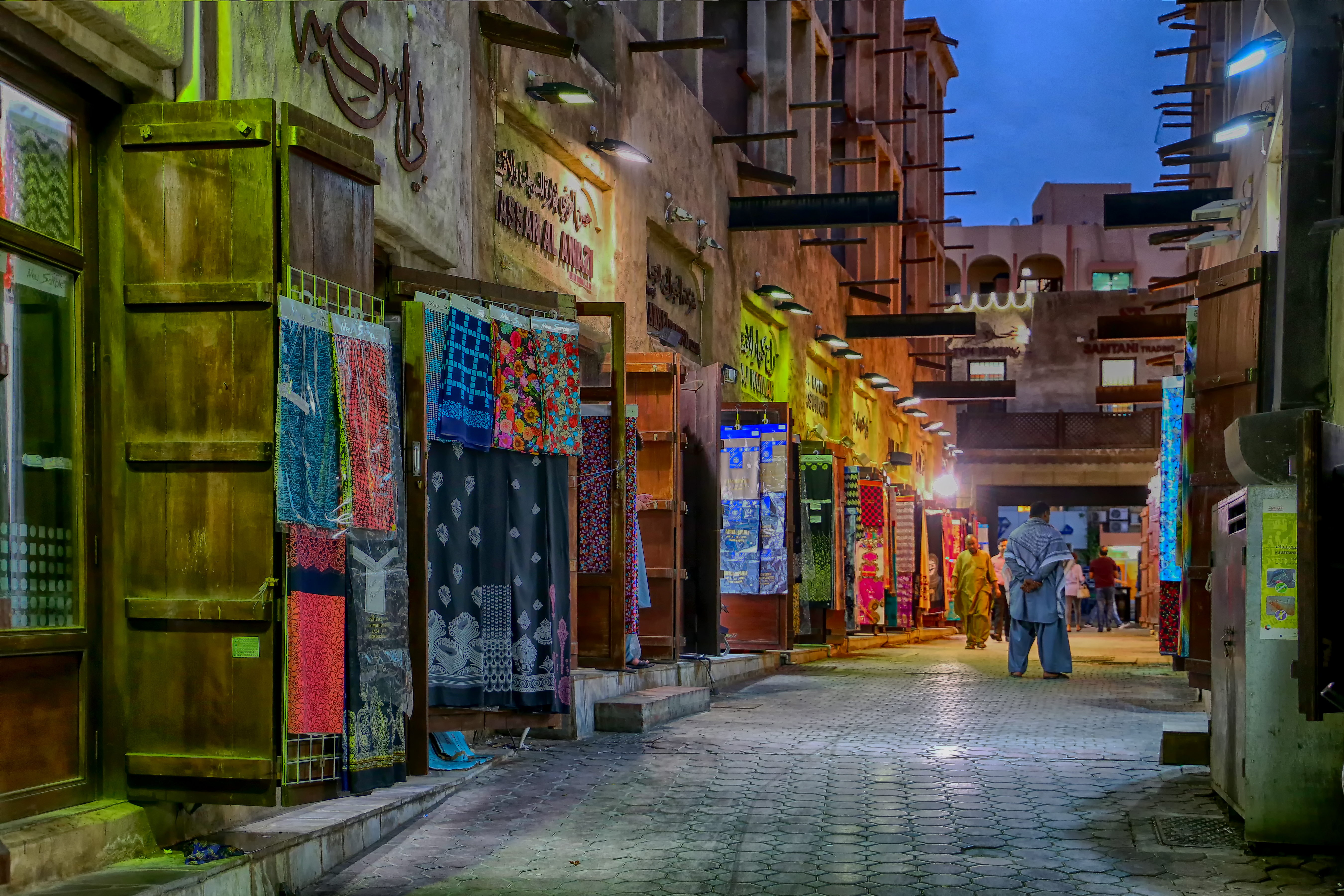
De souk in Deira

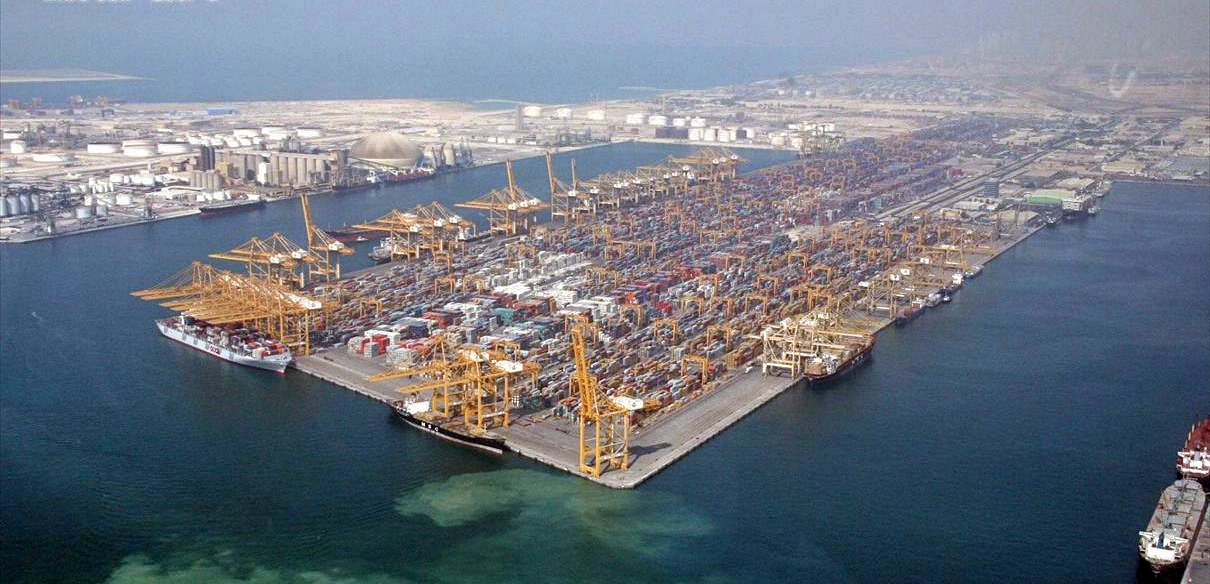
De haven van Jebel Ali

### Aardolietijdperk
In 1966 werd aardolie gevonden in de territoriale wateren van Dubai, zij het in veel kleinere hoeveelheden dan in de omringende emiraten. Het eerste veld kreeg de naam 'Fateh' (Arabisch voor 'geluk'). Dit leidde tot een versnelling van de plannen voor de ontwikkeling van infrastructuur van Sjeik Rashid en een hoogconjunctuur in de bouw die een massale toestroom van buitenlandse werknemers, met name Aziaten en Middenoosters met zich meebracht. Tussen 1968 en 1975 groeide de bevolking van de stad met meer dan 300%.
Een van de eerste grote projecten waaraan Sjeik Rashid begon toen de olie-inkomsten begonnen binnen te stromen, was de bouw van Port Rashid. Oorspronkelijk bedoeld als een haven met vier ligplaatsen, werd het uitgebreid tot zestien ligplaatsen terwijl de bouw nog aan de gang was. Het project was een buitengewoon succes, met wachtrijen voor toegang tot de nieuwe faciliteiten. De haven werd ingehuldigd op 5 oktober 1972, hoewel de ligplaatsen elk in gebruik werden genomen zodra ze waren gebouwd. Port Rashid zou in 1975 verder worden uitgebreid door nog eens 35 ligplaatsen toe te voegen voordat de grotere haven van Jebel Ali werd gebouwd.
Omdat de olieopbrengsten voor Dubai eindig zijn (de laatste resterende olievoorraden in de Verenigde Arabische Emiraten zijn volgens schattingen eind 2029 op) richt het zich steeds meer op andere inkomstenbronnen, naast de van oudsher belangrijke handel, namelijk het toerisme en de financiële dienstverlening. Olie was goed voor 24% van het bruto binnenlands product in 1990, maar dat was in 2004 gedaald tot 7%.

## Geografie

### Ligging
De stad Dubai ligt aan de noordzijde van het grondgebied van het gelijknamige emiraat. De stad wordt doorsneden door een kreek, de Khor Dubai (vaak Dubai Creek of kortweg The Creek genoemd), een smalle baai van de Perzische Golf. Het zoute water van de Golf vloeit tot zo'n 12 kilometer landinwaarts. Aan het einde van de kreek ligt het Ras Al Khor Wildlife Sanctuary, een groot vogelreservaat. Rond 1950 werd de Khor Dubai uitgebaggerd en vergroot en is nog steeds de haven voor stukgoed met veelal houten schepen. Daarnaast varen er watertaxi's (abra's genaamd). Over het water liggen diverse bruggen en een tunnel voor het wegverkeer. Ten noordoosten van de Dubai Creek bevindt zich het stadsdeel Deira en op de andere oever ligt Bur Dubai, de twee oudste stadsdelen van Dubai.
In het noordoosten grenst de stad aan het emiraat Sharjah. Veel buitenlanders die werken in Dubai wonen in dit nabijgelegen emiraat omdat de huren daar lager zijn.

### Klimaat
Dubai heeft een droog en heet woestijnklimaat. De hoge luchtvochtigheid, vooral in de zomer maar ook in de winter, maakt dat het in de stad erg klam en benauwd aan kan voelen.
| Maand                             | jan | feb | mrt | apr | mei | jun | jul | aug | sep | okt | nov | dec | Jaar |
| --------------------------------- | --- | --- | --- | --- | --- | --- | --- | --- | --- | --- | --- | --- | ---- |
| Gemiddeld maximum (°C)            | 24  | 25  | 28  | 33  | 38  | 39  | 41  | 41  | 39  | 35  | 31  | 26  | 33   |
| Gemiddeld minimum (°C)            | 14  | 15  | 18  | 21  | 25  | 27  | 30  | 30  | 28  | 24  | 20  | 16  | 22   |
|                                   |     |     |     |     |     |     |     |     |     |     |     |     |      |
| Neerslag (mm)                     | 19  | 25  | 22  | 7   | 1   | 0   | 1   | 0   | 0   | 1   | 3   | 16  | 95   |
| Bron: Dubai Meteorological Office |     |     |     |     |     |     |     |     |     |     |     |     |      |

## Mens en maatschappij
In september 2019 was de bevolking gegroeid tot 3.331.420. Met een jaarlijkse toename van 177.020 mensen betekent dit een groeipercentage van 5,64%.
Vanaf 2013 bestond slechts ongeveer 15% van de bevolking van Dubai uit Emerati (mensen met als nationaliteit die van de Verenigde Arabische Emiraten), terwijl de rest bestaat uit expats. Ongeveer 85% van de buitenlandse bevolking (en 71% van de totale bevolking van het emiraat) was Aziatisch, voornamelijk Indisch (51%) en Pakistaans (16%); andere belangrijke Aziatische groepen zijn Bengaals (9%) en Filipino's (3%). Er zijn meer dan 100.000 Britse personen in Dubai, verreweg de grootste groep westerse expats in de stad. De mediane leeftijd in het emiraat was ongeveer 27 jaar. In 2014 waren er naar schatting 15,54 geboorten en 1,99 sterfgevallen per 1000 mensen.

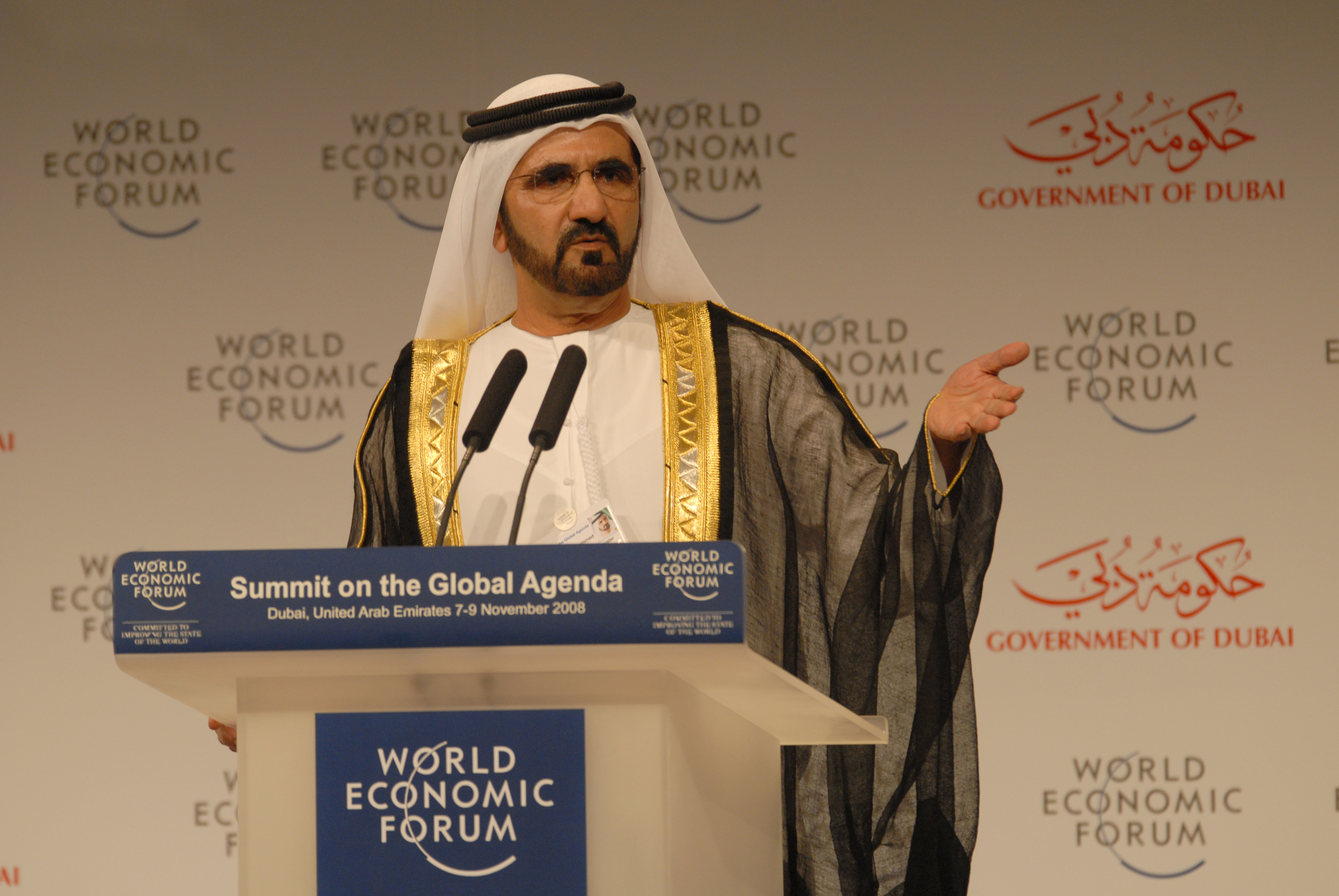
Sheikh Mohammed bin Rashid Al Maktoum

### Bestuur
Het emiraat Dubai, en daarmee ook de stad, wordt sinds 1833 geregeerd door de familie Al Maktoum; het emiraat is een constitutionele monarchie. De heerser, Sjeik Mohammed bin Rashid Al Maktoum, is ook de vice-president en premier van de Verenigde Arabische Emiraten.
De gemeente Dubai werd in 1954 opgericht door de toenmalige heerser van Dubai, Rashid bin Saeed Al Maktoum, met het oog op stadsplanning, burgerdiensten en het onderhouden van lokale voorzieningen. Het bestaat uit verschillende afdelingen, zoals de afdeling Wegen, de afdeling Planning en Onderzoek, de afdeling Milieu en Volksgezondheid en de afdeling Financiële Zaken. De gemeente Dubai is ook verantwoordelijk voor de sanitaire voorzieningen en de riolering van de stad.

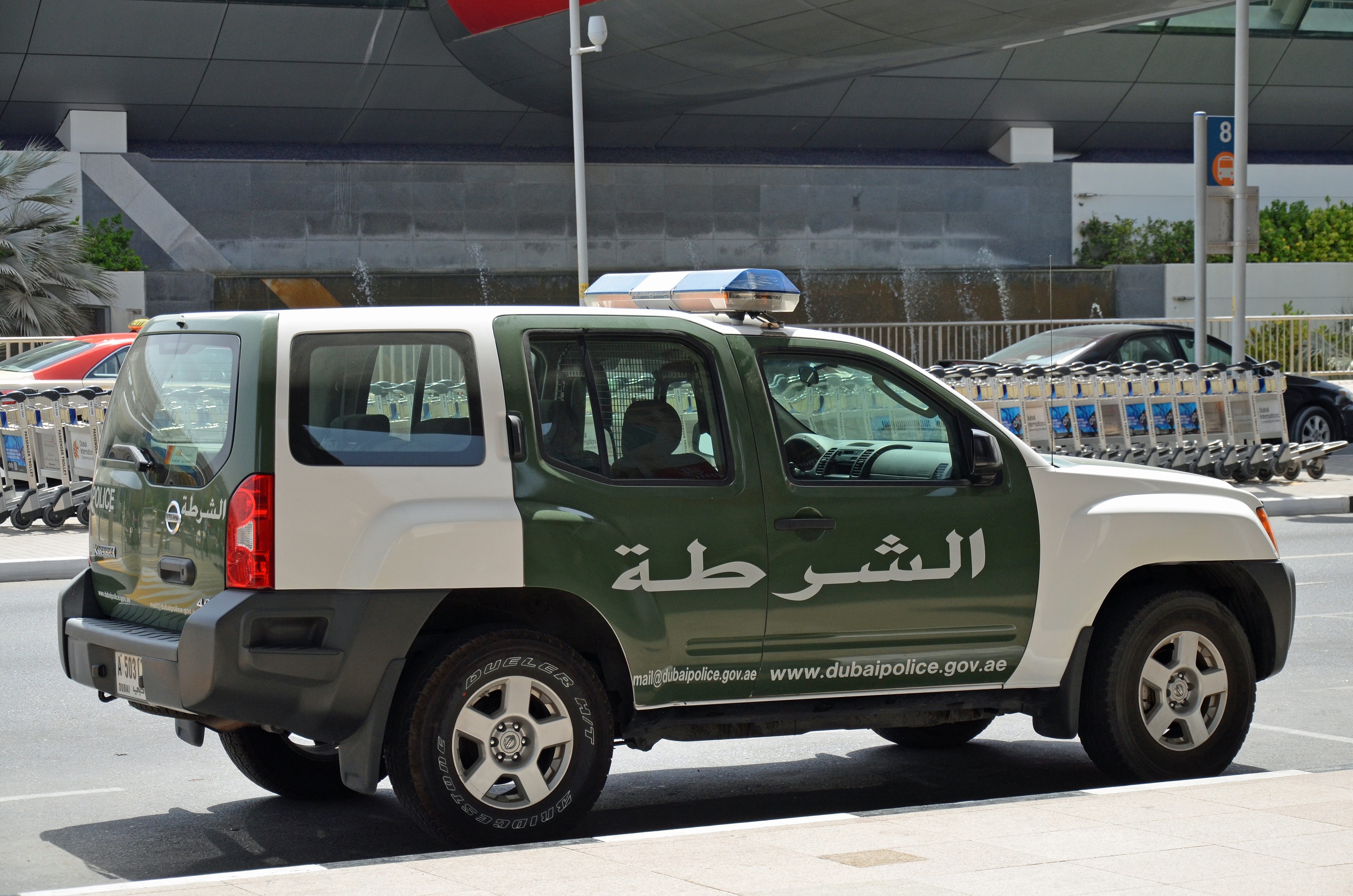
Auto van de politie van Dubai

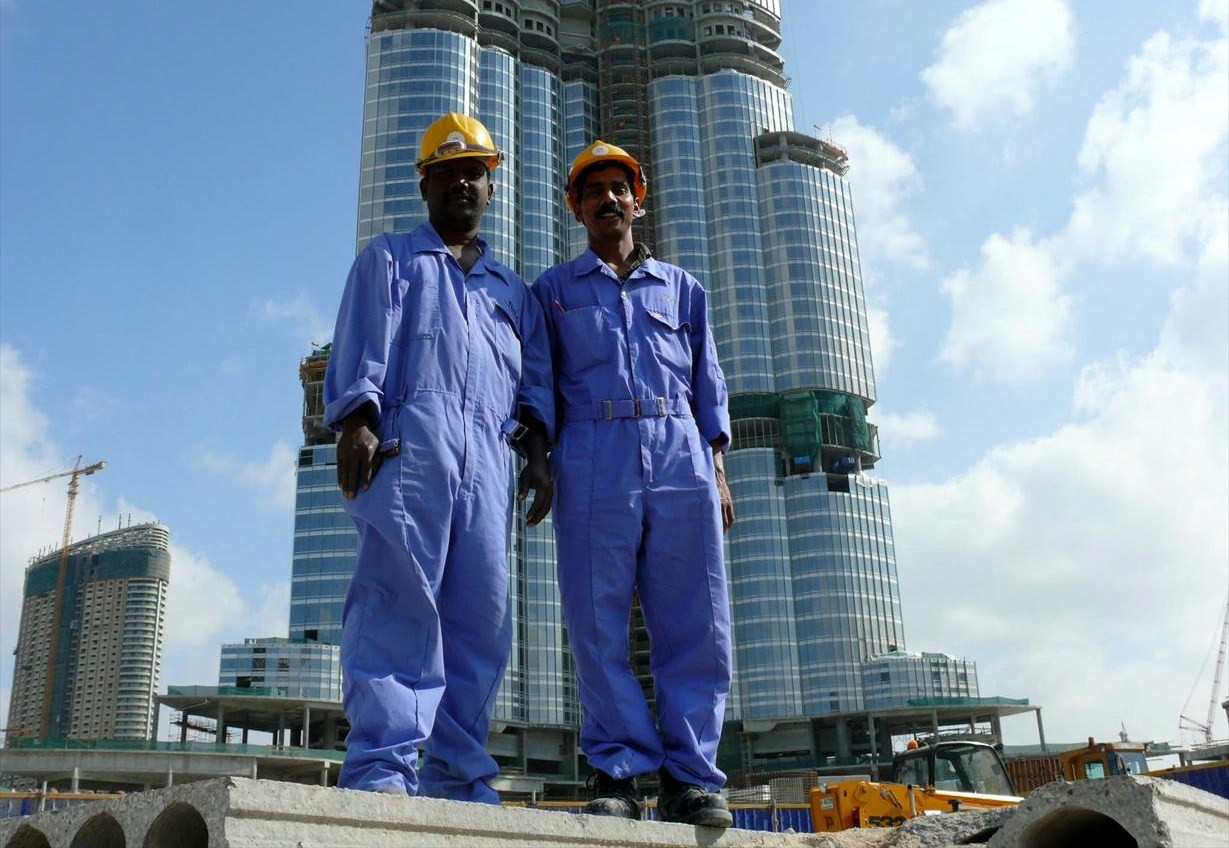
Bouwvakkers in Dubai

### Politie, criminaliteit en rechtspraak
Het politiekorps van Dubai is opgericht in 1956 en staat onder direct bevel van Sheikh Mohammed bin Rashid al Maktoum.
Dubai heeft een van de laagste misdaadcijfers ter wereld en stond in 2019 op de zevende plaats van de veiligste stad ter wereld. Volgens Gulf News verklaarde de politie van Dubai dat de misdaad in Dubai in 2017 met vijftien procent is verminderd. De gevallen van drugsgebruik zijn echter met acht procent gestegen. Generaal-majoor Abdullah Khalifa Al Merri, opperbevelhebber van de politie van Dubai, roemde de troepenmacht die 86 procent van de strafzaken oploste. De politie van Dubai is ook bekend omdat het beschikt over een vloot van dure (sport)auto's.
De rechtspraak in Dubai is geregeld door de rechtbanken, Hof van beroep en het Hof van Cassatie. Er zijn drie verschillende soorten rechtbanken in Dubai. De burgerlijke rechtbank, die alle burgerlijke vorderingen behandelt; het Strafhof, waar burgers zich moeten verantwoorden die met de politie in aanraking zijn geweest; en de sharia-rechtbank, die verantwoordelijk is voor zaken tussen moslims. Niet-moslims verschijnen niet voor de sharia-rechtbank.

### Mensenrechten
Bedrijven in Dubai zijn in het verleden bekritiseerd wegens vermeende schendingen van mensenrechten tegen arbeiders. Sommige van de 250.000 buitenlandse arbeiders in de stad zouden leven in omstandigheden die door Human Rights Watch worden omschreven als "minder dan humaan". Laagbetaalde arbeiders zouden het slachtoffer zijn van mensenhandel of dwangarbeid (moderne slavernij waarbij bijvoorbeeld de paspoorten van de arbeiders werden ingenomen zodat ze wel moesten blijven werken bij de werkgever). De regering van Dubai heeft dit ontkend en verklaard dat de beschuldigingen van de waakhond Human Rights Watch 'misleidend' waren. Maar de regering kondigde wel stappen aan om bouwvakbonden toe te staan.
De vrijheid van meningsuiting in Dubai is beperkt. Er staan bijvoorbeeld zware sancties van de regering op het zich uitspreken tegen de koninklijke familie of lokale wetten en cultuur. Laster op sociale media is een strafbaar feit in Dubai met boetes tot een half miljoen dirhams en een gevangenisstraf van maximaal twee jaar. In januari 2020 kregen drie Sri Lankaanse expats een boete van AED 500.000 elk voor het plaatsen van lasterlijke anti-islam Facebook-berichten.
Homoseksuele handelingen zijn illegaal. Dubai wordt wel "een centrum van mensenhandel en prostitutie" genoemd .

### Religie en cultuur
Artikel 7 van de grondwet van de VAE verklaart de islam de officiële staatsgodsdienst. De regering subsidieert bijna 95% van de moskeeën en heeft alle imams in dienst. De grondwet voorziet echter ook in vrijheid van godsdienst. Dubai heeft grote christelijke, hindoeïstische, sikh-, bahá'í-, boeddhistische en andere religieuze gemeenschappen die in de stad wonen,
De invloed van de Arabische en islamitische cultuur op haar architectuur, muziek, kleding, keuken en levensstijl is zeer prominent aanwezig in Dubai. Vijf keer per dag worden moslims tot gebed geroepen vanuit de minaretten van moskeeën die door het hele stad verspreid zijn. Sinds 2006 is het weekend vrijdag en zaterdag, als een compromis tussen de heiligheid van vrijdag voor moslims en het westerse weekend van zaterdag en zondag. Vóór 2006 was het weekend van donderdag tot vrijdag.
Dubai staat bekend om zijn nachtleven. Clubs en bars zijn vooral te vinden in hotels vanwege de drankwetten. De verkoop en consumptie van alcohol is streng gereguleerd. Volwassen niet-moslims mogen alcohol gebruiken op locaties met een vergunning, meestal dus in hotels, of thuis. Maar het kopen van alcohol voor thuisconsumptie was voorheen alleen mogelijk voor inwoners (vaak expats met een verblijfsvergunning) met een speciale licentie. Andere plaatsen dan hotels, clubs en speciaal aangewezen gebieden mogen doorgaans geen alcohol verkopen. In oktober 2019 heeft Dubai voor het eerst in de geschiedenis zijn drankwetten versoepeld, waardoor toeristen alcohol konden kopen in door de staat gecontroleerde winkels.

### Onderwijs
Het schoolsysteem in Dubai volgt dat van de Verenigde Arabische Emiraten. Met ingang van 2009 zijn er 79 openbare scholen die worden gerund door het ministerie van Onderwijs die Emirati's en buitenlandse Arabische mensen bedienen, evenals 145 particuliere scholen. De lessen op openbare scholen zijn in Arabisch met de nadruk op Engels als tweede taal, terwijl de meeste particuliere scholen Engels als voertaal gebruiken. De meeste particuliere scholen richten zich op een of meer expatgemeenschappen. Een aantal bekende buitenlandse universiteiten hebben een vestiging in Dubai, waaronder de American University.

### Medische zorg
Gezondheidszorg in Dubai kan worden onderverdeeld in twee verschillende sectoren: openbaar en privé. Openbare ziekenhuizen in Dubai werden eind jaren vijftig voor het eerst gebouwd. Er zijn nu 28 ziekenhuizen in Dubai, 6 openbare en 22 particuliere, en tegen 2025 zullen nog 3 grote ziekenhuizen worden gebouwd. Eind 2012 waren er ook in totaal 1.348 medische klinieken, waarvan 97% particulier wordt beheerd. In 2015 heeft Dubai de verplichte ziektekostenverzekering voor alle inwoners geleidelijk ingevoerd, waardoor de vraag naar medische diensten is toegenomen.

## Economie

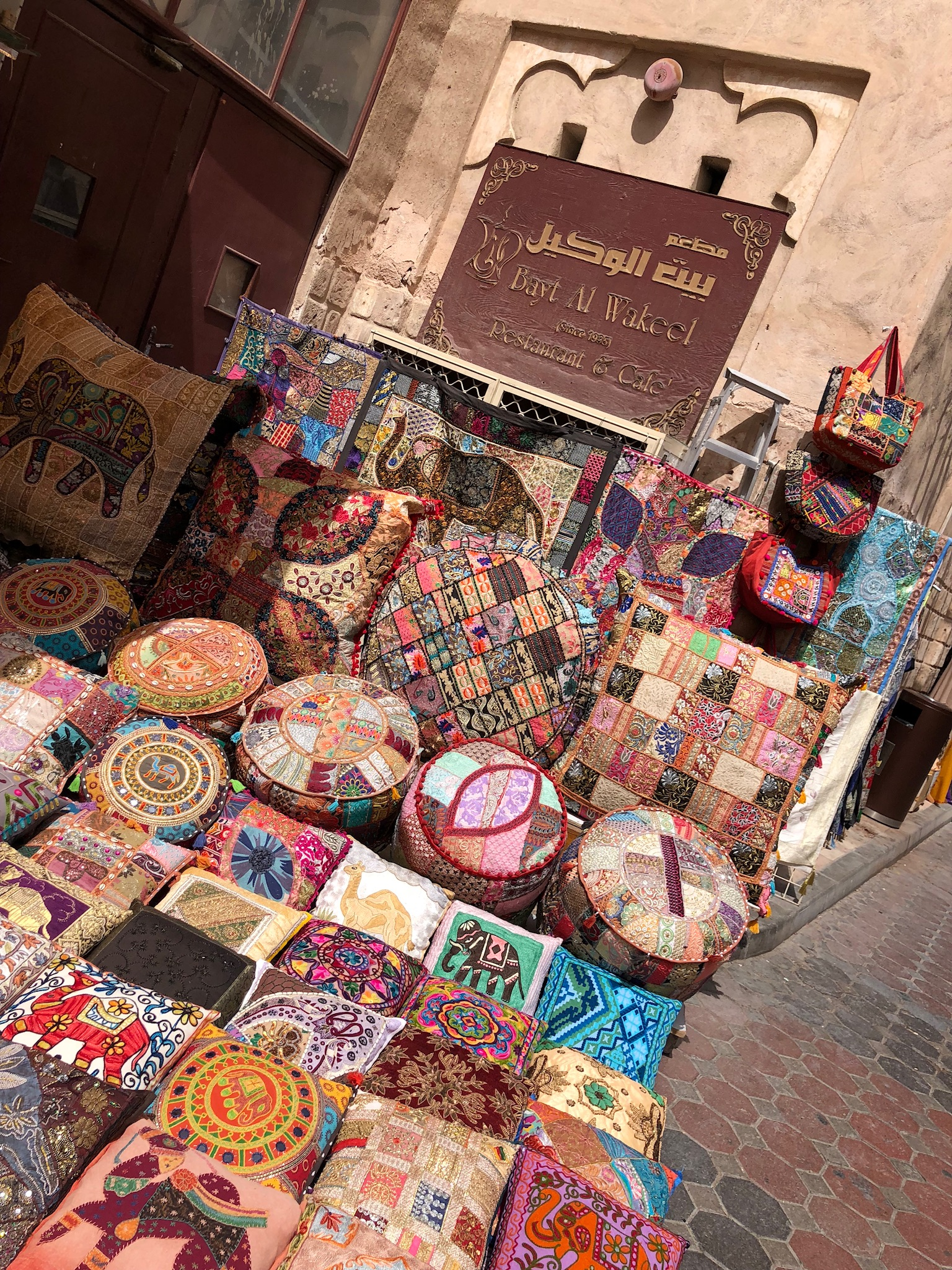
Souk van Bur Dubai

### Handel en dienstverlening
Dubai Creek, dat Deira van Bur Dubai scheidt, speelde een cruciale rol in de economische ontwikkeling van de stad. Het kon uitgroeien tot een belangrijke doorvoerhaven op de handelsroute naar het westen, onder meer voor de vrijhandel in goud. Maar zijn echte rijkdom dankt Dubai aan de aardolie die in 1966 in de grond werd gevonden. Tegenwoordig wordt nog maar 5% van het geld in Dubai verdiend aan olie.
Olie-gerelateerde industrie heeft dus een steeds kleiner aandeel in de economie van Dubai. Handel blijft een belangrijke bron van inkomsten voor de stad. De haven van Jebel Ali, gebouwd in de jaren zeventig, heeft de grootste kunstmatige haven ter wereld en stond in 2008 wereldwijd op de zevende plaats voor het volume van het containervervoer dat het ondersteunt.

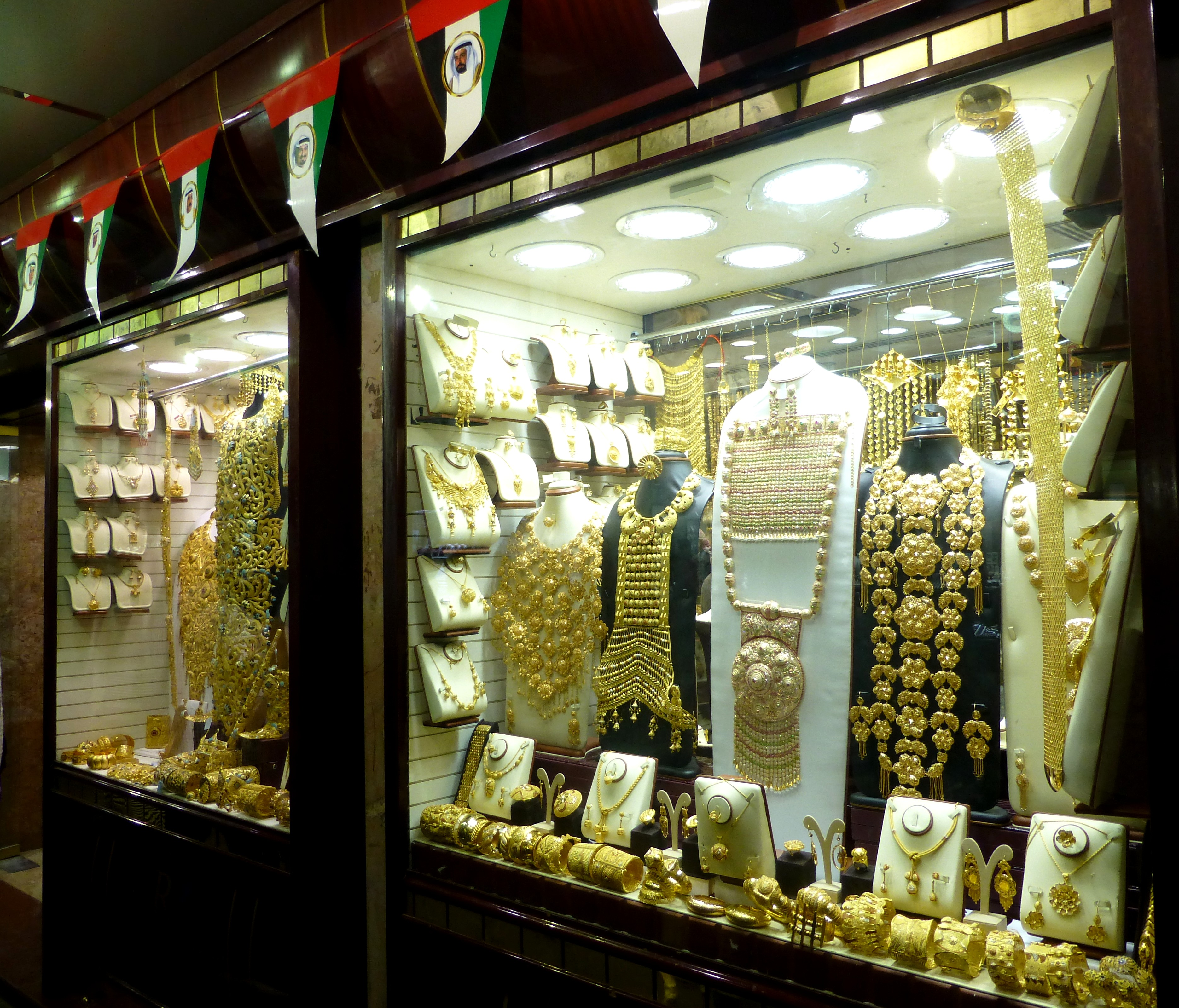
Winkel in de Gold Souk van Dubai

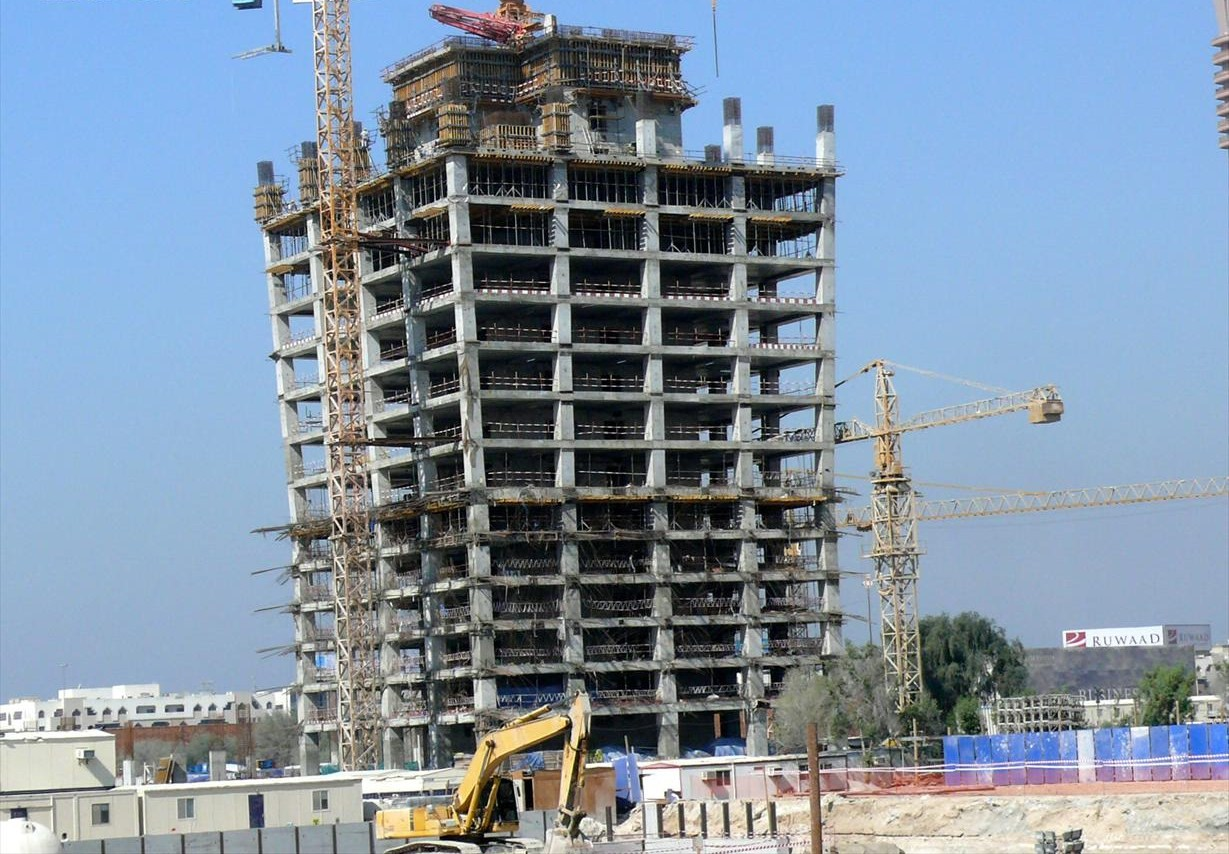
Bouwwerkzaamheden in Business Bay in 2007

De handel in goud groeide in de jaren veertig dankzij het vrijhandelsbeleid van Dubai, dat ondernemers uit India en Iran aanmoedigde om winkels op te zetten in de Dubai Gold Souk. Ondanks een algemene inzinking op de wereldwijde goudmarkt, is het aandeel van de waarde van de handel in goud en diamanten in de totale handel van de stad gestegen van 18% in 2003 tot 24% in 2004. In 2003 was de waarde van de handel in goud in Dubai was ongeveer Dh. 21 miljard (US $5,8 miljard), terwijl de handel in diamanten ongeveer Dh was. 25 miljard (US $7 miljard) in 2005. Dubai is het op twee na grootste handelscentrum voor diamanten ter wereld geworden, met een toename van de handel in ruwe en geslepen diamanten sinds 2001. De diamanthandel in het emiraat bestond aan het begin van de jaren 2000 vrijwel niet, maar was in 2013 en 2014 bijna US $35 miljard waard. Het emiraat heeft zijn geografische positie tussen grote voorraden gedolven diamanten in Afrika kunnen benutten, naar de belangrijkste slijpcentra in India en verder naar het oosten in China.
De regering besloot zich ook te gaan richten op andere sectoren. Dubai ontwikkelt zich in de financiële dienstverlening, ICT en het zijn van een schakel in de lucht- en vrachtverbindingen tussen Azië en Europa. In 2005 verwerkte de internationale luchthaven meer dan 12 miljoen passagiers, in 2009 al 40 miljoen. Ook de toeristenindustrie is nu een van de sectoren waar veel in geïnvesteerd wordt.

De Burj al Arab, een luxueus hotel, gezien vanuit hotelcomplex Madinat Jumeirah

Het besluit van de regering om te diversifiëren van een op handel en olie gebaseerde economie naar een economie die zich ook meer richt op service en toerisme, maakte onroerend goed waardevoller, wat resulteerde in de waardestijging van onroerend goed van 2004 tot 2006. Grootschalige vastgoedontwikkelingsprojecten hebben geleid tot de bouw van enkele van de hoogste wolkenkrabbers en grootste projecten ter wereld.
De ambities van de stad leken geen grenzen te kennen, totdat in 2009 de financiële crisis ook hier toesloeg. Vastgoedprijzen kelderden en grote bouwprojecten werden uitgesteld of in sommige gevallen halverwege gestopt.

### Toerisme
Toerisme in Dubai maakt deel uit van de strategie van de regering van Dubai om de stroom van buitenlands geld in stand te houden. In mei 2013 lanceerde de regering de Dubai Tourism Strategy 2020, met als hoofddoel om in 2020 20 miljoen bezoekers per jaar te trekken en Dubai tot een favoriete bestemming te maken voor zowel internationale vakantiegangers als zakenreizigers. In 2018 werd de strategie uitgebreid door nieuwe doelen te stellen om tussen de 21 en 23 miljoen bezoekers in 2022 en tussen 23 en 25 miljoen bezoekers tegen 2025 aan te trekken.
In 2010 stond de stad met 7,6 miljoen bezoekers per jaar op de zevende plaats van meest bezochte steden ter wereld. De stad ontving 14,9 miljoen overnachtende bezoekers in 2016. Vanaf 2018 is Dubai de vierde meest bezochte stad ter wereld op basis van het aantal internationale bezoekers en de snelst groeiende, met een stijging van 10,7%. Uit de Global Destination Cities Index 2019 van Mastercard bleek dat toeristen meer in Dubai uitgeven dan in enig andere stad. In 2018 stond het voor het vierde jaar op rij bovenaan de lijst met een totale besteding van US$30,82 miljard. De gemiddelde besteding per dag bleek US $553 te zijn.
Aspecten van de oude cultuur van Dubai, die soms worden overschaduwd door de moderne stadsontwikkeling, zijn te vinden door plaatsen rond de kreek Khor Dubai te bezoeken, die Dubai in twee helften splitst: Bur Dubai en Deira. De gebouwen langs de Bur Dubai-kant van de kreek vormen het hart van de oude stad en een van de weinige overgebleven delen van historisch Dubai. Andere historische attracties zijn onder andere het Dubai Museum in het gerestaureerde Al Fahidi Fort, dat rond 1799 werd opgericht, en het Heritage Village in Hatta, 115 kilometer ten zuidoosten van Dubai City. In het hart van het rotsachtige Hatta-gebergte gaat de geschiedenis van het dorp tot 2000 a 3000 jaar terug in de tijd. Het bestaat uit 30 gebouwen, elk verschillend in grootte, interieurindeling en gebruikte bouwmaterialen. Er is veel zorg besteed aan het gebruik van dezelfde materialen als die welke oorspronkelijk werden gebruikt tijdens de renovatie, zoals modder, hooi, sandelhout en palmbladeren.
Verder vergapen toeristen zich aan de vele moderne wolkenkrabbers en bouwprojecten, waarvan de Burj Khalifa, Burj al Arab, Atlantis The Palm en de Dubai Mall enkele van de populairste toeristische trekpleisters zijn.
Dubai wordt wel het 'winkelcentrum van het Midden-Oosten' genoemd. In de stad zijn meer dan 70 winkelcentra, waaronder het grootste ter wereld: de Dubai Mall. Ook zijn er verschillende soeks. Moderne, zoals de Souk Madinat en traditionelere zoals de Spice Souk en de Gold Souk (beiden in het stadsdeel Deira). Winkelen is dan ook een ware toeristische attractie in Dubai.
Ook zijn er vele thema- en amusementsparken in de stad. In 2016 opende Dubai Parks and Resorts, een toeristisch verblijfsoord met attractieparken als Legoland Dubai en Motiongate Dubai.

### Expo 2020
De Dubai Expo 2020 vond plaats van 20 oktober 2020 tot 10 april 2021 gedurende 173 dagen, met vele landpaviljoens met verhalen uit alle delen van de wereld. De hoofdlocatie van Dubai Expo 2020 was een gebied van 438 hectare, onderdeel van de nieuwe stedelijke ontwikkeling van het Dubai Trade Center Jebel Ali, halverwege tussen Dubai en Abu Dhabi.
Op 2 november 2011 hadden vier steden hun biedingen voor Expo 2020 al ingediend, toen Dubai op het laatste moment ook aangaf de wereldtentoonstelling te willen organiseren. De delegatie van het Bureau International des Expositions, dat in februari 2013 Dubai bezocht, was onder de indruk van de infrastructuur en het niveau van nationale steun. In mei 2013 werd het Dubai Expo 2020 Masterplan onthuld en op 27 november 2013 werd bekend dat Dubai het recht verwierf om Expo 2020 te organiseren.

## Stadsontwikkeling

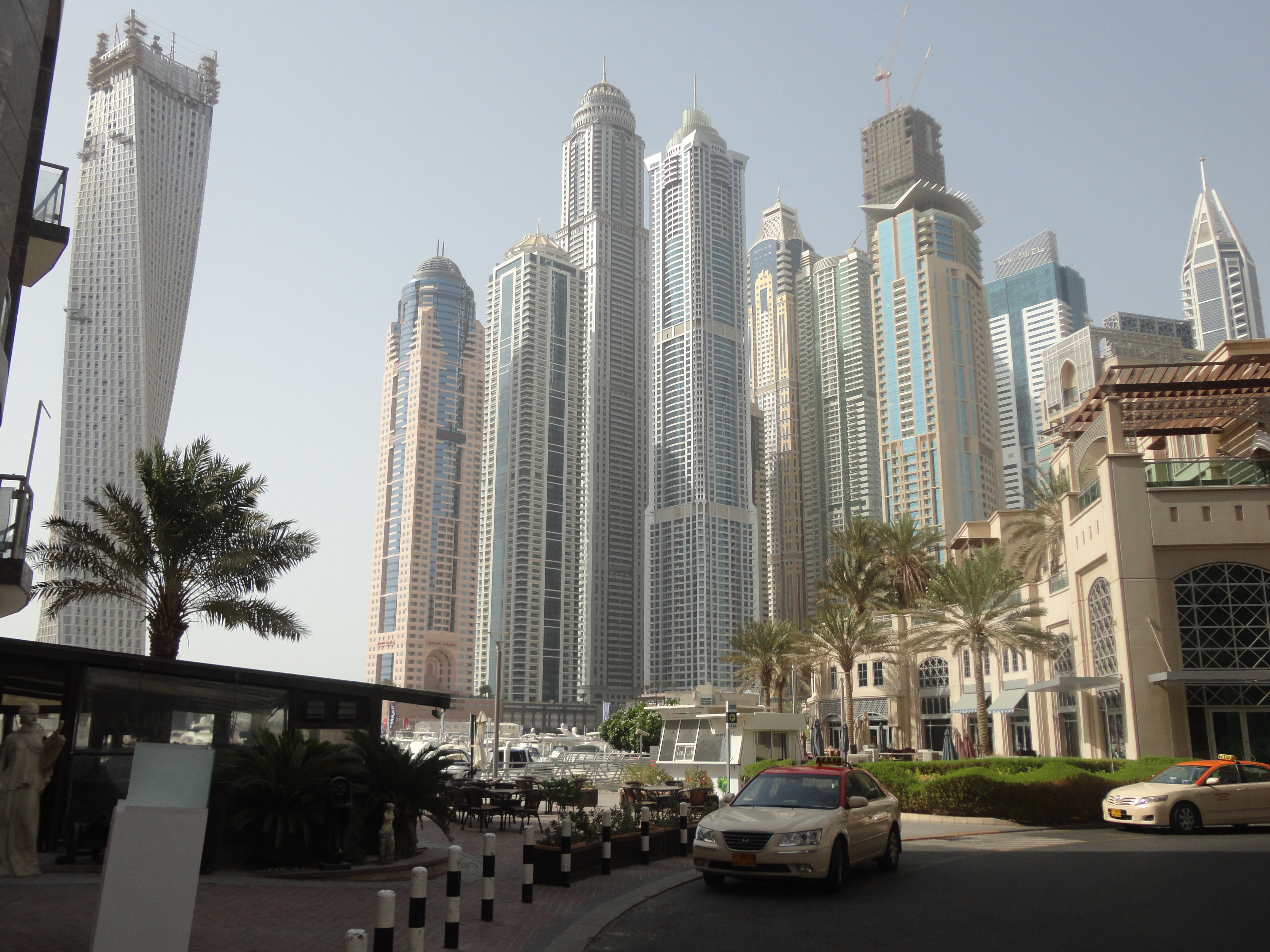
Wolkenkrabbers in de Dubai Marina.

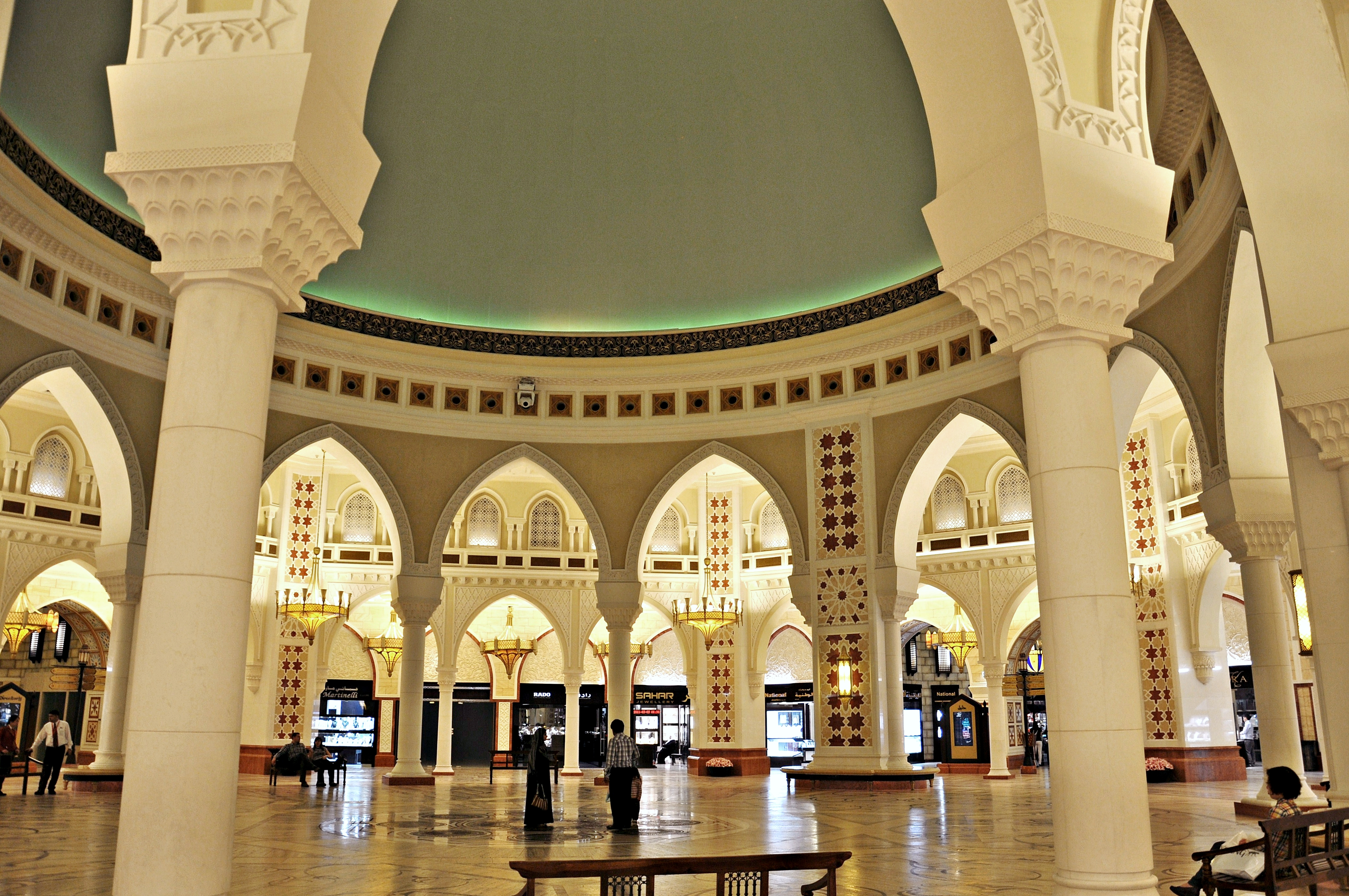
Interieur Dubai Mall, het grootste winkelcentrum ter wereld.

### Hoogbouw
De eerste wolkenkrabber van de stad was het Dubai World Trade Center dat werd gebouwd in 1978. Toentertijd was dat het hoogste gebouw van het Midden-Oosten. Eind jaren negentig begon men aan steeds meer grote bouwprojecten en vooral sinds 2005 zijn er meer en meer wolkenkrabbers bij gekomen. Dubai heeft de meeste gebouwen van meer dan 300 m hoogte, én de meeste gebouwen die hoger zijn dan 200 m van alle steden ter wereld. In 2012 waren er 363 nieuwe wolkenkrabbers in aanbouw. Vanwege de wereldwijde financiële crisis ligt de bouw bij een niet onbelangrijk aantal van deze projecten stil.
De opmerkelijke skyline van Dubai wordt gedomineerd door de 828 m hoge Burj Khalifa, het hoogste gebouw ter wereld tot de voltooiing van de Jeddah Tower in Jeddah, Saoedi-Arabië.
In Dubai zijn ook onder andere de hoogste woontoren (Princess Tower) en het hoogste hotel (JW Marriott Marquis Dubai Towers) te vinden. De Dubai Marina staat vanwege het grote aantal vlak naast elkaar gebouwde wolkenkrabbers bekend als 'the worlds tallest block'. Plannen om een reusachtige wolkenkrabber bij Dubai Marina te bouwen, de 1200 meter hoge Nakheel Tower, zijn vanwege financiële problemen gewijzigd.

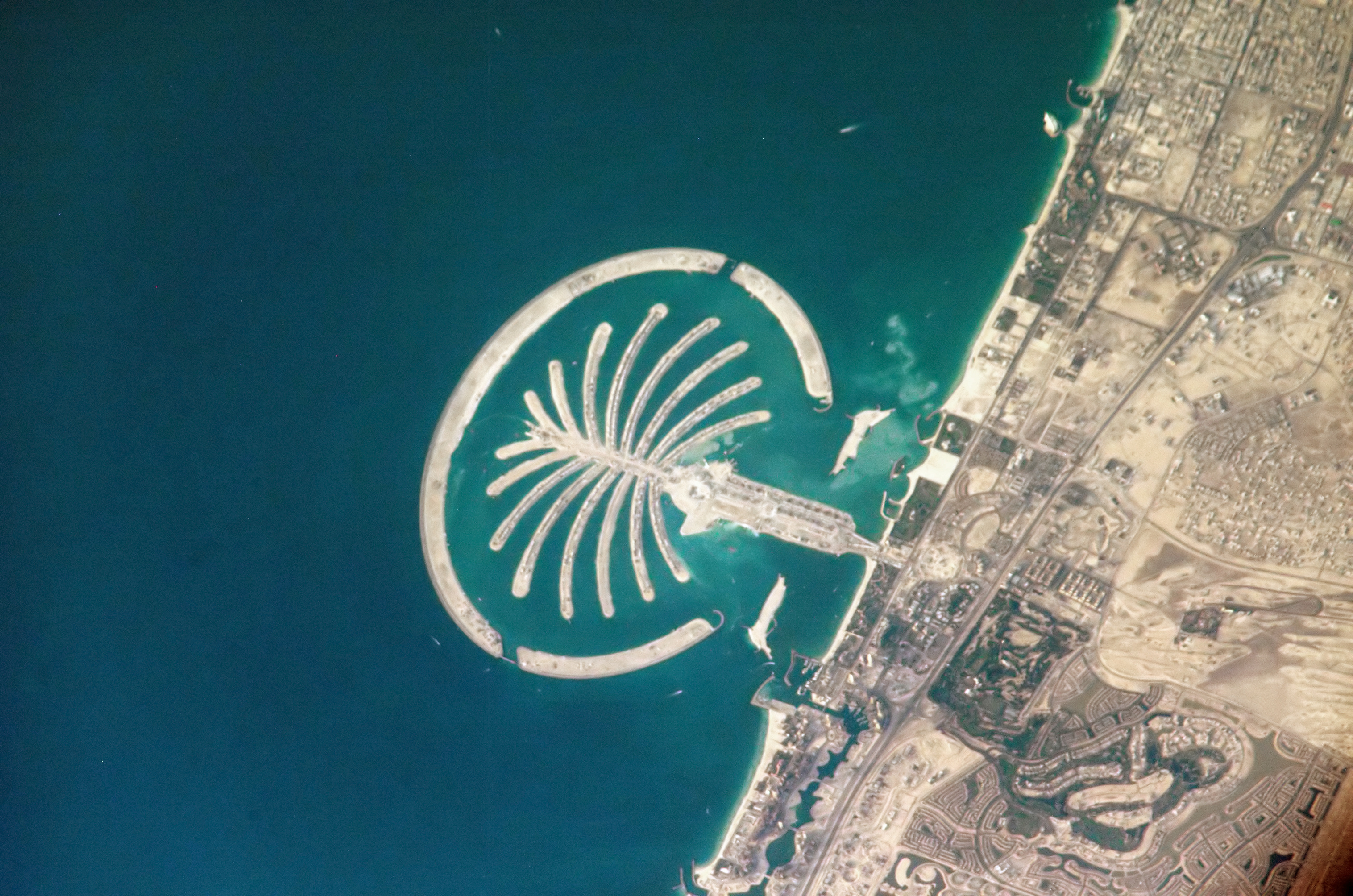
Palm Jumeirah vanuit de lucht gezien.

### Eilanden
Voor de kust zijn en worden verschillende kunstmatige palmeilanden aangelegd.
Het eiland Palm Jumeirah, met onder andere het hotel Atlantis The Palm, is gereed. Een ander palmeiland, Palm Jebel Ali, is al voltooid maar nog niet bebouwd (op een modelvilla na). In een halve cirkel om dat eiland heen moet ooit het Dubai Waterfront worden gebouwd, bestaand uit tien hoofdsectoren, waaronder Madinat Al Arab, dat het nieuwe Central Business District moet worden. Dit project zal een aanzienlijk stuk land opleveren, zeven keer groter dan Manhattan. Ten slotte is er het plan om een eiland bij het oude stadsdeel Deira genaamd Palm Deira aan te leggen. Oorspronkelijk zou ook dit eiland de vorm van een palmboom krijgen. Maar deze geplande vorm is inmiddels losgelaten.
Een ander project, The World, dat ook voor de kust van Dubai wordt aangelegd, is een serie van kunstmatige eilanden in de vorm van de wereld met de verschillende continenten. Ten slotte moet The Universe een groep eilanden worden die de vorm hebben van een zon met zonnestralen, planeten en de Melkweg. Ook Jumeira Beach, een stuk strand waar projectontwikkelaars grote hotelresorts en luxueuze huisvestingsmogelijkheden creëren, is kunstmatig aangelegd. Aan dit stuk strand ligt onder andere het 321 meter hoge Burj Al Arab, het duurste hotel ooit gebouwd (hoewel de bouwkosten nooit officieel bekendgemaakt zijn), met suites die tot 100.000 dollar per nacht kosten. Het hotel claimt een zevensterrenstatus te hebben en is daarmee samen met het Emirates Palace Hotel in Abu Dhabi de enige ter wereld.

### Overige projecten
In Dubai lijkt alles groot, groter, grootst te moeten zijn. Behalve de hoogste wolkenkrabber heeft Dubai ook de grootste golfbaan ter wereld, de grootste fontein (de Dubaifontein), het grootste themapark, het grootste winkelcentrum (Dubai Mall) met daarin een van de grootste aquariums ter wereld, een van de grootste overdekte skihallen (Ski Dubai) (22.500 vierkante meter sneeuw) ter wereld in de woestijn en heeft met de Al Maktoum International Airport in aanbouw, dat als het klaar is het grootste vliegveld ter wereld zal zijn.
In augustus 2013 werden plannen bekendgemaakt voor het eerste onderwaterhotel van Dubai, het 'Water Discus Hotel'. Dit zal het grootste onderwaterhotel ter wereld moeten worden. Het Atlantis The Palm hotel in Dubai heeft momenteel al twee onderwatersuites.

## Verkeer en vervoer

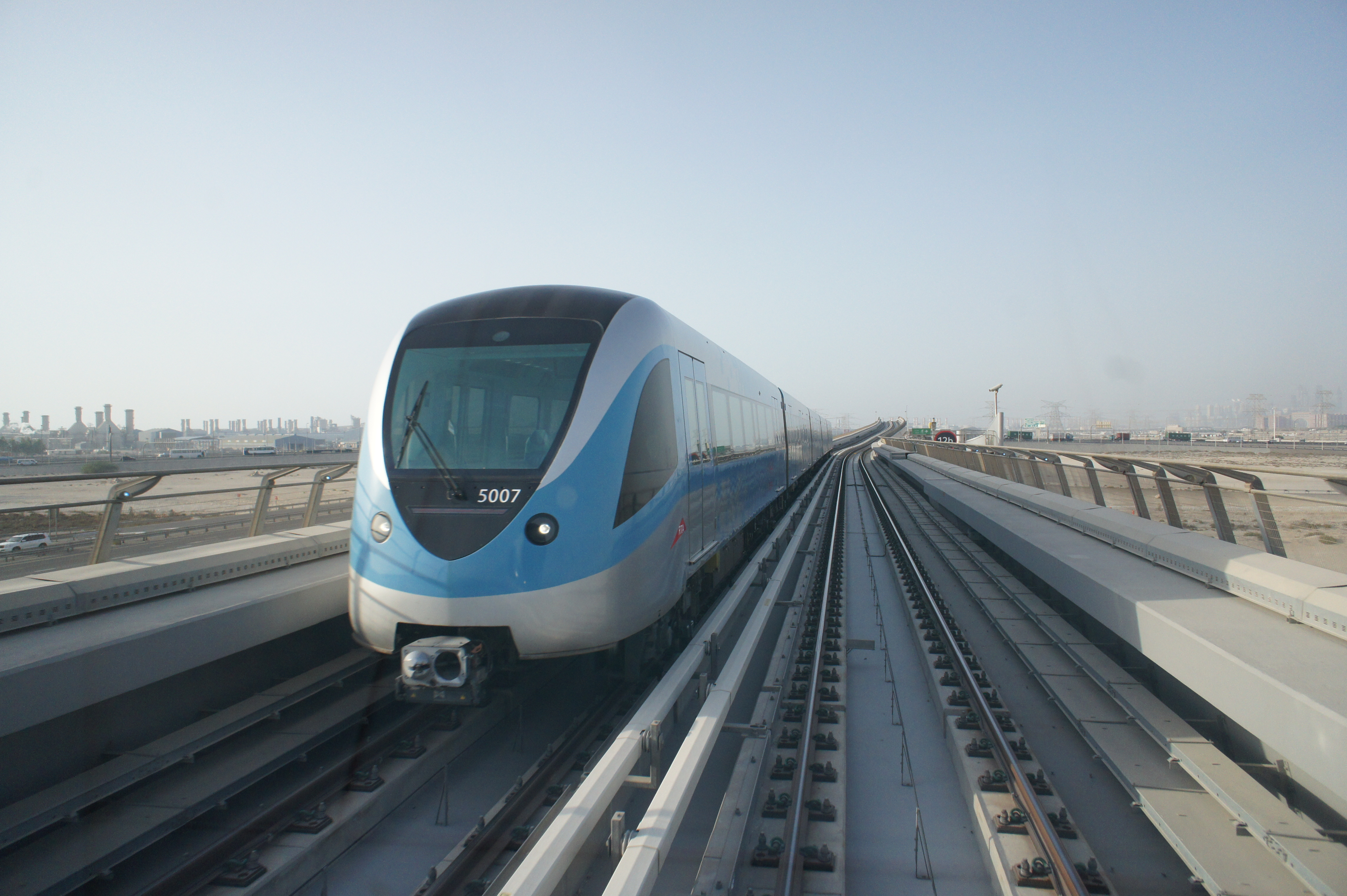
De Metro van Dubai.

### Metro
Het metronetwerk van Dubai is modern en werd gedeeltelijk geopend in 2009. Momenteel bestaat het uit twee lijnen (de rode en de groene lijn). Aan de huidige lijnen wordt nog steeds gewerkt. Zo zijn nog niet alle stations geopend. Ook zijn er uitbreidingen gepland aan de bestaande lijnen en zouden er op termijn nog twee andere lijnen (de blauwe en paarse lijn) bij moeten komen. De metrostellen zijn computergestuurd en rijden dus zonder bestuurder en hebben allemaal een gedeelte dat alleen bestemd is voor kinderen en vrouwen. Bijzonder voor een wereldstad als Dubai is dat de metro op vrijdagochtend niet rijdt omdat de vrijdag de islamistische rustdag is.

### Monorail en tram
De Palm Jumeirah Monorail verbindt het eiland Palm Jumeirah met het vasteland. Er zijn plannen om de lijn door te trekken naar het nabijgelegen metrostation om passagiers een makkelijke overstap te kunnen bieden. Nu moeten reizigers van het metrostation naar het monorailstation nog een taxi of bus nemen. Op 30 april 2009 werd de monorail in gebruik genomen.
Er wordt gewerkt aan de Al Sufouh tramlijn (van Dubai Marina via de Burj Al Arab naar de Mall of the Emirates) en er zijn plannen voor een tramlijn die het gebied rond de Burj Khalifa moet ontsluiten.

### Weg en verkeer
Dubai beschikt over een uitstekend wegennetwerk. Een aantal hoofdwegen verbinden de verschillende delen van de stad met elkaar en met omliggende emiraten. De Sheikh Zayed Road is hiervan de bekendste en loopt dwars door Dubai vanaf het vliegveld naar Abu Dhabi. Veel van de bekende wolkenkrabbers van Dubai staan aan deze weg.
In en om de stad rijden meer dan 2000 publieke bussen over 140 routes. De busservice wordt uitgevoerd door de RTA. Om het wachten op de bus te veraangenamen en het gebruik van de bus te stimuleren zijn er bij veel bushaltes afgesloten wachtruimtes met airconditioning gebouwd. De RTA is ook verantwoordelijk voor het uitgeven van de taxi licenties. Alle taxi's in Dubai zijn crèmekleurig met een gekleurd dak. De verschillende kleuren daken zijn van de verschillende taxibedrijven. De taxi's van de RTA zelf hebben rode daken en zijn veruit in de meerderheid. Daarnaast zijn er vier andere taxibedrijven (oranje, gele, blauwe en groene daken) en speciale taxi's voor vrouwen met roze daken met alleen vrouwelijke chauffeurs. In 2009 maakten meer dan 140 miljoen passagiers gebruik van de ruim 3000 taxi's in Dubai. Daarnaast is er een verhoogde metrolijn langs de gehele kust en de hoofdsnelweg aangelegd met stations die voorzien zijn van airconditioning. Sinds november 2014 rijdt er ook een tramlijn op straatniveau bij Dubai Marina.

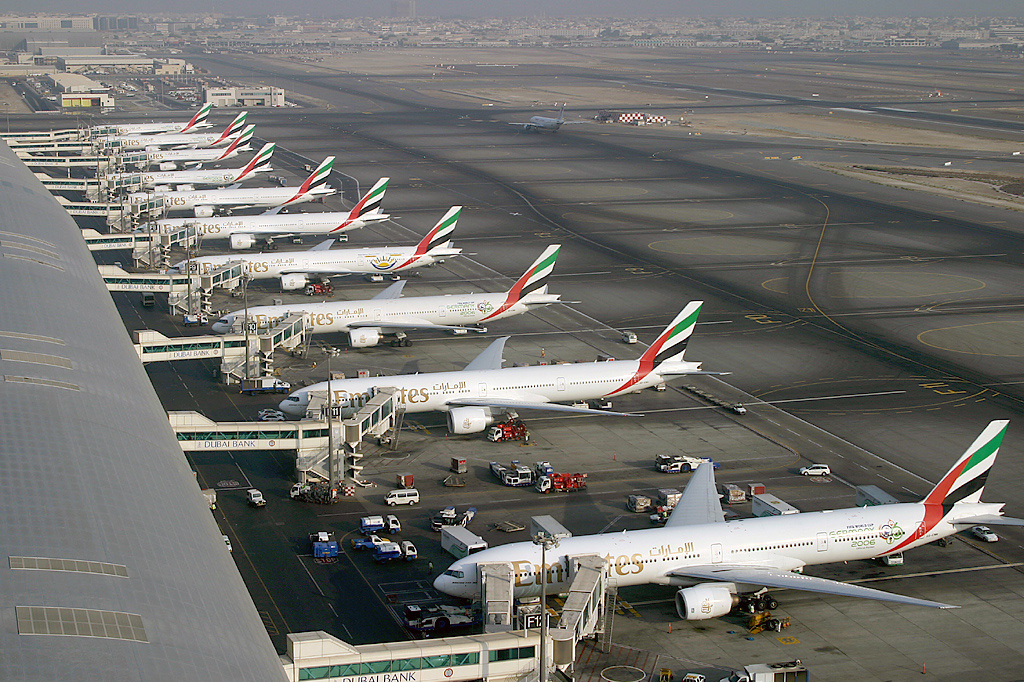
Vliegtuigen van Emirates op Dubai International Airport.

### Luchtvaart
Dubai International Airport (IATA: DXB) is de hub en thuishaven van Emirates, de nationale luchtvaartmaatschappij van de Verenigde Arabische Emiraten. Het bestaat uit drie terminals. De terminal van Emirates (terminal 3) heeft een speciaal gedeelte waar hun vloot Airbus A380's gebruik van kan maken. Voornamelijk in de drukke late avonduren is het aanbod van landende en vertrekkende vliegtuigen zo groot dat er wachttijden ontstaan en aankomende vliegtuigen soms lang rondjes moeten vliegen voordat ze aan de beurt zijn om te landen.
Een tweede luchthaven, Al Maktoum International Airport (IATA: DWC), is in aanbouw en inmiddels deels in gebruik. Uiteindelijk moet dit de nieuwe thuishaven van Emirates gaan worden. Als het af is, zal het de grootste luchthaven ter wereld zijn. Met 5 landingsbanen, 4 terminals en een capaciteit van 160 miljoen passagiers en 12 miljoen ton vracht per jaar. Tot op heden wordt deze nieuwe luchthaven beperkt gebruikt en met name voor vrachtvervoer. Eind 2013 hebben de eerste passagiers gebruikgemaakt van het vliegveld. Het nieuwe vliegveld maakt deel uit van het grote project Dubai World Central.

### Water
Er zijn twee grote havens in/bij Dubai: Port Rashid en de haven van Jebel Ali. Deze laatste is de grootste kunstmatig aangelegde haven ter wereld, de grootste haven van het Midden-Oosten en een van de tien drukste havens ter wereld.
Een traditionele manier om de Dubai Creek over te steken is met een Abra, een kleine boot. Tevens zijn er in Dubai waterbussen met airconditioning en varen er watertaxi's.

## Sport
- Tennis: Elk jaar worden in Dubai de Dubai Tennis Championships gehouden voor zowel de heren als de dames. Voor de heren staat het toernooi op de ATP-kalender sinds 1993 en bij de dames sinds 2001.
- Atletiek: Sinds 2000 wordt jaarlijks De marathon van Dubai (officieel de Standard Chartered Dubai Marathon genoemd) gehouden. Dit is de op vier na snelste marathon ter wereld.
- Golf: In 1989 werd de eerste golfbaan in Dubai aangelegd, de Emirates Golf Club. Sindsdien wordt de Dubai Desert Classic van de Europese PGA Tour in Dubai gespeeld. Nu zijn er veel meer golfbanen, onder andere: Dubai Creek & Yacht Club (1993), Nad Al Sheba Club, The Montgomerie, Al Badia Golf Resort, Majlis, The Desert, Arabian Ranches Golf Club, Four Seasons Golf Club en de Jebel Ali Golf Course. In 2007 werd de Jumeirah Golf geopend met vier banen met ieder 18 holes: Earth, Fire, Water and Wind. Op de Earthbaan is in 2009 de Dubai wereldkampioenschap gespeeld.
- Skiën: In Dubai is een skihal, Ski Dubai.
- Wielrennen: In 2014 vond voor de eerste keer de Ronde van Dubai plaats.

## Stedenbanden
- Beiroet (Libanon)
- Casablanca (Marokko)
- Damascus (Syrië)
- Detroit (Verenigde Staten)
- Frankfurt am Main (Duitsland)
- Genève (Zwitserland)
- Amsterdam (Nederland), sinds 2014
- Gold Coast (Australië), sinds 2001
- Istanboel (Turkije)
- Jeddah (Saoedi-Arabië)
- Jerevan (Armenië)
- Shanghai (China), sinds 2000
- Teheran (Iran)
- Washington D.C. (Verenigde Staten)